# Донбастрансгаз
Управління магістральних газопроводів «Донбастрансгаз» (УМГ «Донбастрансгаз») — філія дочірньої компанії «Укртрансгаз» Національної Акціонерної Компанії «Нафтогаз України».

## Структура
Основні технічні характеристики:
| Характеристика                               | К-сть       |
| -------------------------------------------- | ----------- |
| Довжина МГ (разом з газопроводами-відводами) | 5094,408 км |
| Кількість ГРС                                | 181 шт.     |
| Кількість компресорних станцій (цехів)       | 6 (7) шт.   |
| Кількість ГПА                                | 60 шт.      |
| Загальна потужність КС                       | 376,82 МВт. |
| Кількість підземних сховищ газу              | 2 шт.       |

Структурні підрозділи:
| Назва                 | Дата створення |
| --------------------- | -------------- |
| Макіївське ЛВУ МГ     | 06.1959 р.     |
| Краматорське ЛВУ МГ   | 02.1962 р.     |
| Луганське ЛВУ МГ      | 02.1956 р.     |
| Новопсковське ЛВУ МГ  | 02.1956 р.     |
| Северодонецьке ВУ ПЗГ | 02.1965 р.     |